# Ulmil-Pavillon
Ulmil, auch Ulmildae, ist der Name eines Pavillons im Moranbong-Park in Pjöngjang, Nordkorea.

## Geschichte
Das Gebäude wurde im 6. Jahrhundert errichtet und zwischenzeitlich vermutlich zerstört. Im Jahre 1714 wurde der Pavillon während der Yi-Dynastie wieder aufgebaut. Er wurde nach einem General Ulmil benannt, der den Moran-Berg verteidigte.

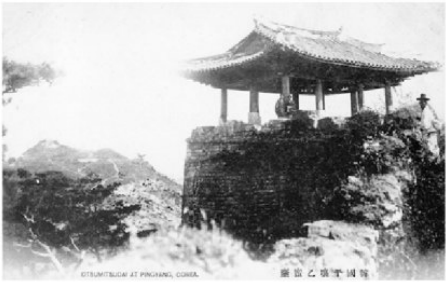
Ansicht des Pavillons (1910)
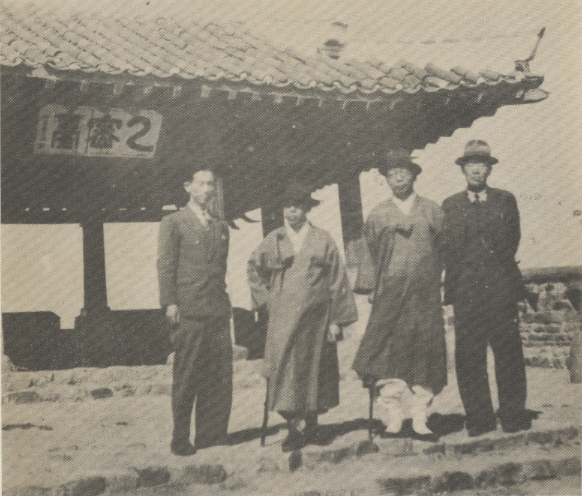
Kim Kyu-sik mit weiteren Personen (10. April 1948)

Heutzutage wird er unter anderem als Aussichtspunkt genutzt. Der Pavillon steht unter Denkmalschutz und ist daher als Nationalschatz Nr. 19 eingetragen. Er befindet sich im Stadtbezirk Moranbong-guyŏk.